# Schnaitsee
Schnaitsee è un comune tedesco di 3 545 abitanti, situato nel land della Baviera.